# Vassilis Adamou
Vassilis Adamou (* 31. Juli 1989) ist ein ehemaliger zyprischer Mountainbiker und Straßenradrennfahrer.

## Werdegang
Adamou wurde 2007 auf der Straße zyprischer Juniorenmeister im Einzelzeitfahren und im Straßenrennen. Bei der Elite-Klasse belegte er den dritten Platz im Straßenrennen. 2008 war Adamos Mitglied im zyprischen Continental Team A-Style Somn, kam jedoch zu keinem Einsatz bei einem UCI-Rennen. Auch danach trat er international nicht in Erscheinung, auf nationaler Ebene gewann er von 2009 bis 2012 jeweils dreimal den Titel im Straßenrennen und Einzelzeitfahren.
Parallel zum Straßenradsport war Adamou im Cross-Country aktiv. Neben Medaillen bei der nationalen Mountainbikemeisterschaften ist der Gewinn der Goldmedaille im Cross-Country bei den Spielen der kleinen Staaten von Europa 2011 der größte Erfolg seiner Karriere im Mountainbikesport.
Nach der Saison 2012 wird Adamou nicht mehr in den Ergebnislisten und Ranglisten der UCI geführt.

## Erfolge
2007
- Zyprischer Meister – Straßenrennen und Einzelzeitfahren (Junioren)

2009
- Zyprischer Meister – Straßenrennen und Einzelzeitfahren

2010
- Zyprischer Meister – Straßenrennen und Einzelzeitfahren

2011
- Zyprischer Meister – Einzelzeitfahren
- Spiele der kleinen Staaten von Europa – Cross-Country XCO

2012
- Zyprischer Meister – Straßenrennen